# Manuel Torres Pastor
Manuel Torres Pastor (19 d'abril de 1930 - 14 de març de 2014) va ser un jugador de futbol professional espanyol.
Va néixer a Terol, Aragó. Va passar la seva carrera com a defensa al Reial Saragossa, fins que el 1957 va fitxar pel Reial Madrid amb un contracte de cessió. Va jugar com a titular la final de la Copa d'Europa de 1957, que el Madrid va guanyar 2-0 contra l'ACF Fiorentina, la segona victòria consecutiva dels madrilenys en aquesta competició.

## Palmarès
Reial Madrid
- Copa d'Europa: 1956–57
- Lliga espanyola: 1956–57
- Copa Llatina: 1957

## Carrera de club
| Club            | País    | Període   | Partits | Gols |
| --------------- | ------- | --------- | ------- | ---- |
| Reial Saragossa | Espanya | 1956–1961 | 100     | 0    |
| Reial Madrid CF | Espanya | 1957      | 5       | 0    |